# 千葉県道28号旭小見川線

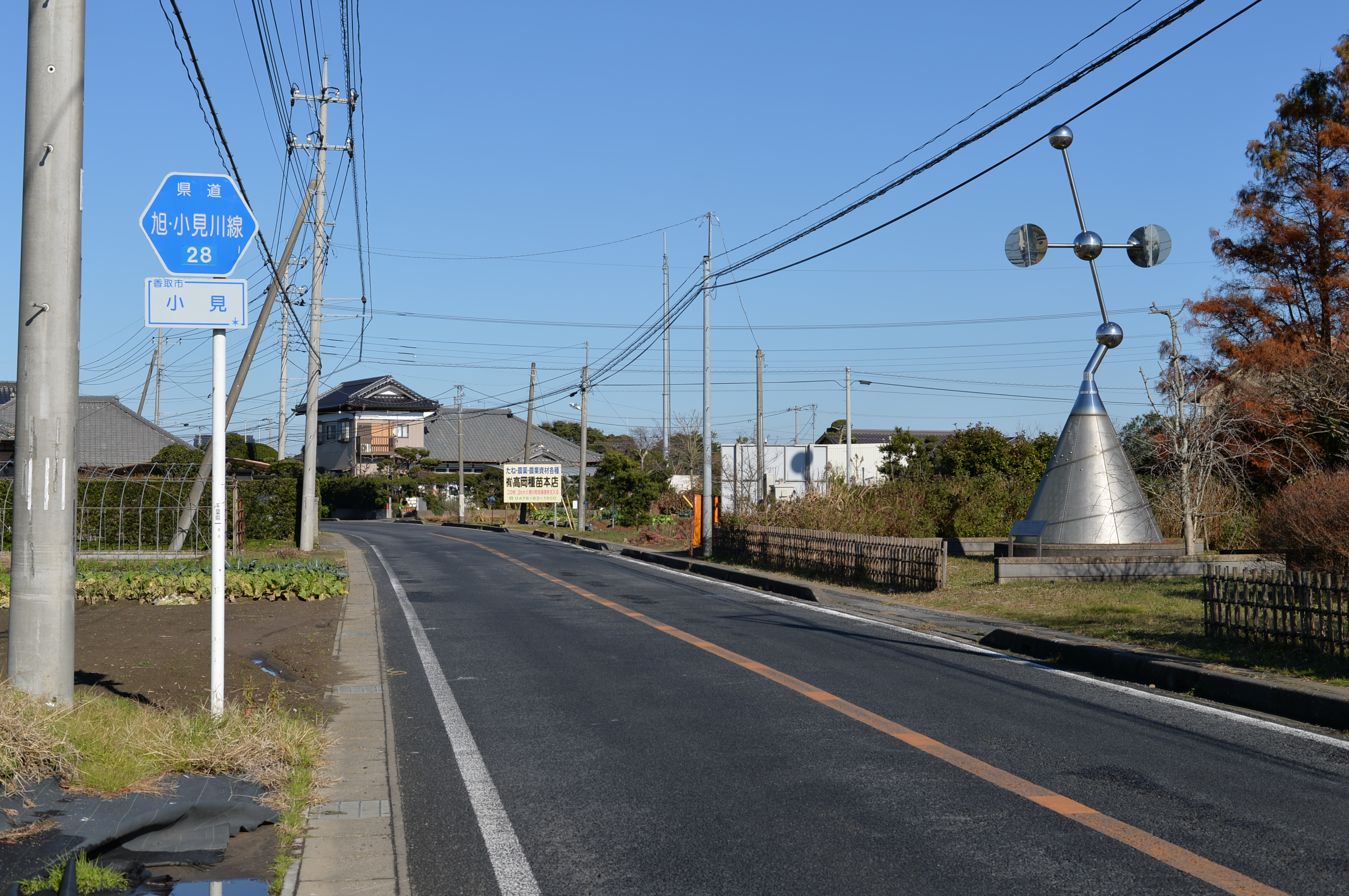
千葉県道28号旭・小見川線
香取市小見（2014年12月）

千葉県道28号旭小見川線（ちばけんどう28ごう あさひおみがわせん）は千葉県旭市から香取市小見川に至る県道（主要地方道）である。

## 概要
千葉県旭市ニの千葉県道35号旭停車場線から北上し、下総台地を縦断して香取市小見川の国道356号・小見川幹部交番入口交差点まで南北に結ぶ延長約18kmの路線である。起点にほど近い旭市街地内の袋西交差点で、国道126号と交差する。路線名の「小見川」は平成の大合併で誕生した香取市合併成立前の旧自治体である小見川町に由来する。

## 路線状況
全区間対向2車線、40km/h速度規制。

### 重複区間
- 千葉県道74号多古笹本線（旭市清和甲：約0.3km）

### 道路施設
- 二宮橋（旭市ロ）
にのみやはし。JR総武本線を横断する跨線橋。橋の手前に上り勾配8%の警戒標識が設置されている。
- 諏訪前踏切（JR成田線、香取市小見川）

## 地理
沿線の地勢は、起点・旭側が九十九里低地、終点小見川側が発達した利根川低地にあり、それぞれの低地に挟まれて下総台地が横たわる。本県道は、標高40m前後の下総台地東部を南北に縦断する道路で、旭市清和甲から清和乙にかかる地区と、香取市府馬地区の段丘崖部に大きな坂道がある。道路沿線は、起点と終点周辺が市街地となっている他、低地部が水田地帯、台地部に畑作地帯が広がっており、沿道に農村集落が点在する。

### 通過する自治体
- 千葉県
  - 旭市 - 香取市

### 交差する道路
- 千葉県道35号旭停車場線・千葉県道104号八日市場井戸野旭線（旭市ニ）
- 国道126号（旭市袋西）
- 東総広域農道（旭市新町）
- 千葉県道74号多古笹本線（旭市清和甲）（※約300m重複する）
- 千葉県道70号大栄栗源干潟線（旭市清和乙）
- 千葉県道125号山田栗源線・千葉県道149号八日市場府馬線（香取市府馬）
- 千葉県道55号佐原山田線（香取市）
- 国道356号（香取市本町）

### 沿線
- 旭市役所（旭市ニ）
- 袋公園（旭市鎌数）
- 旭市立共和小学校（旭市新町）
- 旭市立干潟中学校（清和甲）
- 府馬郵便局（香取市府馬）
- 府馬の大クス（香取市府馬）
- 国保小見川総合病院（香取市南原地新田）
- 香取市役所小見川支所（香取市小見川）